# Виктор Бубањ
Виктор Бубањ (Фужине, код Делница, 3. децембар 1918 — Београд, 15. октобар 1972) био је учесник Народноослободилачке борбе, генерал-пуковник авијације-пилот ЈНА и народни херој Југославије. Од 1965. до јануара 1970. године обављао је дужност команданта Ратног ваздухопловства и противваздушне одбране СФРЈ. У периоду од 1970. до 1972. обављао је функцију Начелника Генералштаба Југословенске народне армије.

## Биографија
Рођен је 3. децембра 1918. године у селу Фужине, код Делница. Основну школу завршио је у Делницама, а грађевински одсек Средње техничке школе у Загребу, 1937. године. Као грађевински техничар, радио је на изградњи путева и хидроелектране „Винодол“. Члан Савеза комунистичке омладине Југославије (СКОЈ) је од 1936, а Комунистичке партије Југославије (КПЈ) од 1939. године. Крајем 1940. године завршио је Школу резервних официра (пилота) у Панчеву, и у саставу извиђачке ескадриле учествовао је у Априлском рату 1941. године.

### Народноослободилачка борба
На партијском састанку у Цриквеници, августа 1941. године, изабран је за секретара партијске ћелије, а средином септембра за члана Окружног комитета КП Хрватске за Хрватско приморје. Добио је веома одговоран задатак, да у условима илегалног рада, руководи техником Окружног комитета. Бубањ је овај задатак, с успехом, обављао четири месеца, шаљући преко партијских канала билтене и остали материјал партијским организацијама. Овај илегални рад је прекинут почетком новембра 1941. године, због италијанске провале у партијску организацију у Краљевици, када су сазнали да се техника Окружног комитета налази у Цриквеници и да њом руководи Виктор Бубањ. Техника је склоњена у Нови Винодолски, а Виктор је отишао у партизане, у Личку чету.
Као вођа диверзантске групе, Виктор је са својим друговима успео да, крајем 1941. и почетком 1942. године, оштети три италијанске композиције, при чему се истакао као врло храбар и сналажљив борац. Убрзо је постао командир вода, па чете, а у мају 1942. године постављен је за команданта Првог приморско-горанског партизанског одреда. У заседи коју је са Одредом поставио код Бриња, успео је да уништи јаку италијанску моторизовану колону, а затим је, после дводневних борби, с Одредом заузео и усташко упориште Модруш. По наређењу Главног штаба НОП одреда Хрватске, Бубањ је са Првим и Другим ударним батаљоном и са кордунашким партизанима, учествовао у чишћењу усташких гарнизона на Кордуну. Његови батаљони су напали усташко упориште Благај, код Вељуна и уништили га, а затим, при повратку у Горски котар, усред дана изненада напали Италијане код Тисовца. У тој борби погинуло је око 300 италијанских војника, а око 40 заробљено.
Када је, 12. октобра 1942. године, у Дрежници формирана Шеста приморско-горанска бригада, постављен је за њеног команданта. На тој дужности је остао до краја 1942. године, када је одређен за заменика Пете оперативне зоне Хрватске, 17. марта 1943. године постављен је за команданта Четрнаесте приморско-горанске бригаде. Са овом бригадом водио је упорне борбе са италијанском дивизијом „Мурђе“, усташама и четницима, код Жуте Локве, а затим се, као вешт и самосталан командант, истакао у бици за Сењ, септембра 1943. године, када је потиснуо дивизију „Мурђе“ и ослободио Сењ. У току Четврте непријатељске офанзиве успео је са бригадом да се извуче из непријатељског окружења у правцу Горског котара, а у току зиме 1943/44. водио је упорне борбе с непријатељем у Лици и угрожавао усташко упориште у Госпићу, спречавајући његово снабдевање.
Марта 1944. године по наређењу Врховног штаба НОВ и ПОЈ, дужност команданта бригаде препушта Милану Рустанбегу, и с групом младих пилота, одлази у Совјетски Савез, на обуку. Од 1. септембра до 16. децембра 1944, Бубањ се обучавао на школском авиону и имао 141 лет. На практичној обуци у Краснодару, од 16. децембра 1944. до 30. маја 1945. године, обучавао се на војним борбеним авионима. Имао је укупно 28 сати лета. Првог маја 1945. године постављен је за политичког комесара новоформираног 254. ваздухопловног ловачког пука, који је септембра 1945. године прелетео у ослобођену Југославију и ушао у састав Југословенског ратног ваздухопловства (ЈРВ).

### Послератни период
Као пилот-ловац, Бубањ је убрзо постављен за команданта авио-дивизије у Загребу. У јесен 1946. године постављен је на дужност Начелника Штаба Југословенског ратног ваздухопловства, а маја 1954. године, по завршеној Вишој војној академији ЈНА, прелази на дужност команданта 3. ваздухопловног корпуса у Загребу, а затим септембра 1962. преузима дужност заменика команданта Ратног ваздухопловства и противваздушне одбране (РВ и ПВО) и помоћника Државног секретара за послове народне одбране, Ивана Гошњака. Од 19. маја 1965. до јануара 1970. године обављао је дужност команданта РВ и ПВО.
Паралелно са овим одговорним командним дужностима, генерал-пуковник Виктор Бубањ је обављао и многе партијске дужности. Био је члан Опуномоћства ЦК СКЈ за РВ и ПВО и члан Конференције СКЈ за Југословенску народну армију (ЈНА). Као истакнути високи војни руководилац, Бубањ је 5. јануара 1970. године постављен за Начелника Генералштаба ЈНА. Био је главни планер и руководилац великог маневра „Слобода '71“, и члан Савета народне одбране Председништва СФРЈ.
Први официрски чин — мајора, добио је 1943. године. 1944. је унапређен у потпуковника, а 1946. у пуковника. Чин генерал-мајора добија 1949, генерал-потпуковника 1955, а генерал-пуковника 1965. године. Са супругом Миром Цар, венчао се крајем 1945. године и имао троје деце: ћерку Дуњу, рођену 1946. у Загребу, ћерку Дубравку рођену 1948. у Београду и сина Горана рођеног 1956. године у Загребу.
Преминуо је 15. октобра 1972. у Београду од срчаног удара. Сахрањен је уз војне почасти у Алеји заслужних грађана на Новом гробљу у Београду.
Подигнуте су му спомен-бисте на Новом Београду, у Трсату код Ријеке и у Алеји народних хероја градског парка у Делницама. По њему је названа једна улица у Врању.

## Књиге и одликовања
Бавио се војном публицистиком и написао већи број стручних радова. Објавио је књиге:
- Човјек у простору, Загреб, 1960;
- Трећа димензија рата, Београд, 1966, за коју је добио награду Државног секретара за народну одбрану СФРЈ;
- Доктрина побједе, Београд, 1972. и 1973, у којој је теоријски разрађена доктрина општенародне одбране СФРЈ.

Носилац је Партизанске споменице 1941. и других високих југословенских одликовања, међу којима су — Орден ратне заставе, Орден заслуга за народ са златном звездом, Орден братства и јединства са златним венцем, Орден народне армије са ловоровим венцем, Орден за војне заслуге са великом звездом, Орден партизанске звезде са сребрним венцем и Орден за храброст. Од иностраних одликовања, истичу се Орден Легије части, Орден Грунвалдов крст другог реда НР Пољске и Орден звезде Етиопије великог официра. Орденом народног хероја одликован је 27. новембра 1953. године.

## Галерија
- Спомен-биста у Трсату
- Спомен-биста на Новом Београду
- Спомен-биста у градском парку у Делницама
- Гроб у Алеји заслужних грађана на Новом гробљу у Београду
- Орден народног хероја
- Партизанска споменица 1941.